# 浅川正樹

「1964年の圧縮された記憶の蘇生」‘Resuscitation of Compressed Memories in 1964’/2017/1000mm×1000mm/Acrylic Print/第23回岡本太郎現代芸術賞

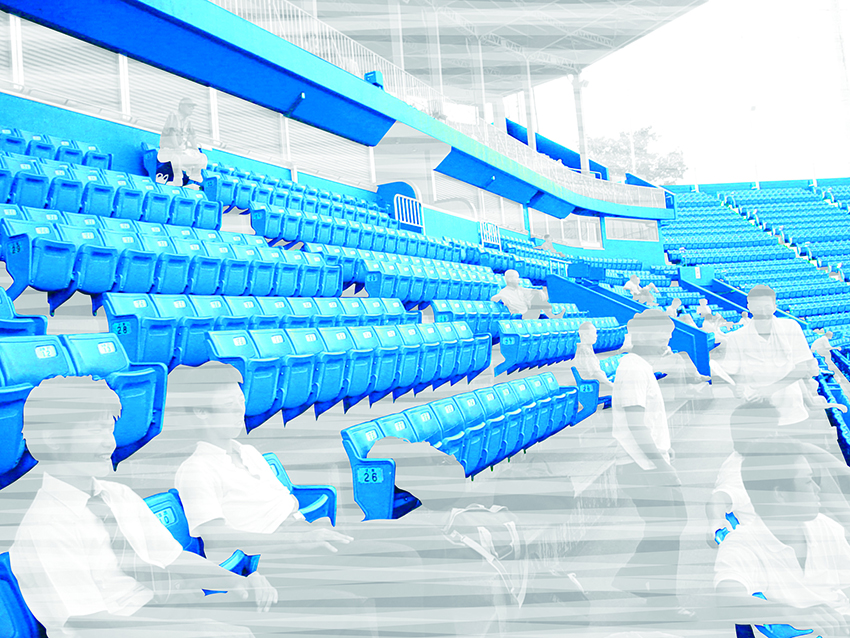
blue color/2003/Esquire Digital Photograph Awards '04-'05 Grand prix

浅川 正樹（あさかわ まさき、1963年 - ）は日本のデジタルフォトアーティスト。デジタルフォトコラージュの手法を確立した先駆け、第一世代である。横浜美術大学 美術学部 美術・デザイン学科教授。
東京都新宿区生まれ。栄光学園中学校・高等学校卒業。東京藝術大学美術学部デザイン科卒業。東京藝術大学大学院美術研究科修了。

## 略歴
- 1963年　東京都生まれ
- 1982年　栄光学園高等学校 卒業
- 1986年　東京芸術大学 美術学部デザイン科 卒業
- 1988年　東京芸術大学大学院 美術研究科 修了
- 1988年　九州芸術工科大学（現九州大学）芸術工学部 文部教官助手（〜1990年）
- 1993年　東京家政大学 家政学部服飾美術科・短期大学部服飾美術科 非常勤講師（〜1997年）
- 1996年　C.C.（株）レマン　アートディレクター（〜1999年）
- 1998年　小田原女子短期大学 幼児教育学科 助教授（〜2002年）
- 2002年　横浜美術短期大学 造形美術科 准教授-教授（〜2009年）
- 2003年　個展 'extraction' Art Planning Room Aoyama（東京）
- 2005年　エスクァイア日本版デジタル写真賞 '04-'05 グランプリ受賞
- 2006年　個展 'オプティックナーヴ －仮想の光芒 ' Nadiff Gallery（東京）
- 2007年　日本女子大学家政学部 非常勤講師（〜2008年）
- 2010年　横浜美術大学 美術学部 美術・デザイン学科 教授（現在に至る）
- 2010年　 'Frequency' Onishi Gallery（ニューヨーク）
- 2011年　個展 'Post-Urban dreams' Associazione Culturale Renzo Cortina Gallery（ミラノ） 協賛:在ミラノ日本国総領事館
- 2012年　個展 'colors complex' Onishi Gallery（ニューヨーク）
- 2012年　'ONISHI PROJECT NY Group Shows - Carnival of Color' Onishi Gallery（ニューヨーク）
- 2012年　'ONISHI PROJECT Miami Art Fair'（マイアミ）
- 2012年　'ONISHI PROJECT AT TWO PLACES' Onishi Gallery / NYC at The Tunnel（ニューヨーク）
- 2014年　'FACE展2014' 損保ジャパン東郷青児美術館（東京）
- 2014年　横浜美術大学 美術学部長（〜2020年）
- 2017年　'環境芸術学会 研究発表展' ORIE ART GALLERY（東京）
- 2020年　'第23回岡本太郎現代芸術賞' 川崎市岡本太郎美術館（川崎）